# Milan Bárta (historik)
Milan Bárta (* 1976) je český historik a pedagog. Jeho práce se zaměřují především na české a československé dějiny druhé poloviny 20. století a na problematiku českých politických emigrantů z let 1948–1989.

## Život a kariéra
V letech 1995–2000 studoval obor dějepis a český jazyk na Pedagogické fakultě Univerzity Jana Evangelisty Purkyně v Ústí nad Labem (UJEP). Po ukončení studia pracoval od roku 2000 do roku 2007 na Úřadu dokumentace a vyšetřování zločinů komunismu. V roce 2008 byl vedoucím oddělení dokumentace. V rozmezí let 2007–2008 byl zaměstnán na Ministerstvu vnitra ČR v odboru Archiv bezpečnostních složek. Od roku 2008 působí na Ústavu pro studium totalitních režimů, od roku 2010 je vedoucím oddělení Výzkumu zkoumání komunistické totalitní moci v letech 1969–1989. V roce 2011 obhájil dizertační práci na téma Pražské jaro a normalizace v aparátu ministerstva vnitra na katedře historie Filozofické fakulty Univerzity Jana Evangelisty Purkyně v Ústí nad Labem.
V letech 2015–2018 byl vedoucím projektu Dějiny státobezpečnostních složek v letech 1945–1953.

## Dílo
Milan Bárta se věnuje českým a československým dějinám druhé poloviny 20. století, politickým emigrantům v letech 1948–1989, událostem let 1968–1969 a státobezpečnostním složkám v letech 1945–1989. Je autorem četných studií, sborníků, článků, dokumentů, biografií aj. S Ondřejem Matějkou mimo jiné připravil v roce 2017 putovní výstavu Nemohli jsme mlčet. Lidé Charty 77, která trvala do roku 2020. V roce 2018 byl spoluautorem a odborným poradcem dokumentárního filmu České televize Lidové milice.

### Knižní publikace - výběr
- Oběti okupace, 2008 (spoluautor)
- Biografický slovník představitelů ministerstva vnitra v letech 1948–1989, 2009 (spoluautor)
- Inspekce ministra vnitra v letech 1953-1989, 2009
- Demonstrace v Československu v srpnu 1969 a jejich potlačení, 2013 (spoluautor)
- 1989. Rok zmeny, 2017 (spoluautor)
- Biografický slovník náčelníků operativních správ Státní bezpečnosti v letech 1953-1989, 2017 (spoluautor)
- Jáchymov – jeviště bouřlivého století, 2018 (spoluautor)
- Za svojí ideou, za svým cílem, 2018 (spoluautor)
- Tanky proti sjezdu, 2018 (spoluautor)
- Člověk v soukolí StB, 2020 (kolektiv autorů)